# Ina Catani
Ina Catani (nacida como Ingrid Alice Heilborn, 30 de mayo de 1906-28 de marzo de 1938) fue una deportista sueca que compitió en tiro con arco, en la modalidad de arco recurvo. Ganó cuatro medallas en el Campeonato Mundial de Tiro con Arco al Aire Libre entre los años 1934 y 1936.

## Palmarés internacional
| Campeonato Mundial al Aire Libre | Campeonato Mundial al Aire Libre | Campeonato Mundial al Aire Libre | Campeonato Mundial al Aire Libre |
| Año                              | Lugar                            | Medalla                          | Prueba                           |
| -------------------------------- | -------------------------------- | -------------------------------- | -------------------------------- |
| 1934                             | Båstad (Suecia)                  | Medalla de plata                 | Equipo                           |
| 1935                             | Bruselas (Bélgica)               | Medalla de oro                   | Individual                       |
| 1935                             | Bruselas (Bélgica)               | Medalla de plata                 | Equipo                           |
| 1936                             | Praga (Checoslovaquia)           | Medalla de bronce                | Individual                       |